# ویلیام کلارک (جستجوگر)
 ویلیام کلارک (انگلیسی: William Clark؛ ۱ اوت ۱۷۷۰ – ۱ سپتامبر ۱۸۳۸) یک سرباز، جهانگرد، و سیاست‌مدار اهل ایالات متحده آمریکا بود.